# Кунобелін
Кунобелін (д/н — 43) (Cunobeline, також Kynobellinus, Κυνοβελλίνος грецькою та іноді скорочено Cunobelin) — видатний вождь кельтського племені атребатів, один з перших царів усієї південної Британії. Володарював з 9 до 43 року н. е. Відомий з дописів істориків Светонія та Діона Кассія та численних монет карбованих під час його правління.

## Життєпис
Був сином Таскіована, вождь атребатів. Вочевидь почав володарювати ще разом з батьком. Ймовірно існувала така традиція у кельтів Британії. З 9 року Кунобелін володарював одноосібно. У нього було дві столиці — Камулодун (сучасний Колчестер) та Вермаліон (сучасний Сент-Олбанс). Це були досить значні міста порівняно з іншими на острові. Першим став використовувати римський термін рекс («цар») під час карбування власних монет.

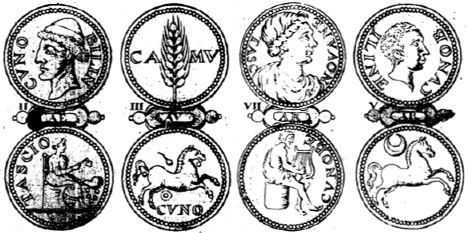
Монети Кунобеліна

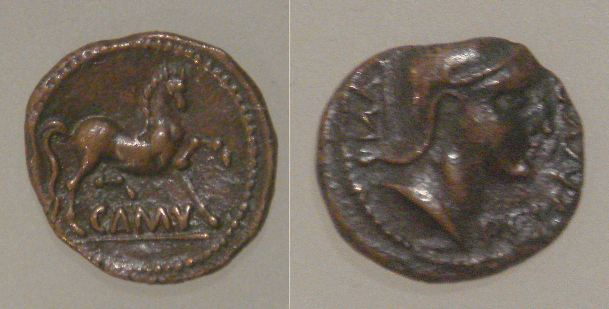
Бронзові монети Кунобеліна. Музей Лондона.

Кунобелін, як і його батько, був союзником Римської імперії. Встановив гарні стосунки з імператорами, розвивав торгівлю, яка за часи його правління значно розвинулася. Його держава експортувала рабів, срібло, золото, залізо, шкіри, мисливських собак, а завозила розкоші, вина, вироби із скла, посуд. Для продовження жвавої торгівля було збудовано порт біля Камулодуна.
Водночас Кунобелін проводив активну загарбницьку політику. У 25 році він став господарем майже над усією південною й частково центральною Британією. Втім поступово Кунобелін став втрачати вплив на владу в країні. В різних частинах її почали правити сини Кунобеліна та родичі, які у 34-35 роках розпочали між собою боротьбу. Врешті-решт переміг один з синів Кунобеліна — Каратак, який й став співправителем батька. Його супротивники втекли до імператора Клавдія й спровокували війну Риму проти держави Кунобеліна у 43 році. Але саме цього року Кунобелін помер.

## Родина
Кунобелін мав синів: Каратака, Адмінія, Тогодумна. Деякий час співправителем Кунобелліна був його брат Епатік і ще один родич Веріка.

## Цікавинки
Кунобелін представлений у п'єсі В. Шекспіра «Цимбелін».